# Bunte Wollfledermaus
Die Bunte Wollfledermaus (Kerivoula argentata) ist eine in Afrika vorkommende Fledermausart der Gattung der Wollfledermäuse.

## Beschreibung
Die Bunte Wollfledermaus ist eine kleine Fledermausart, die etwa 7 g wiegt und deren Gesamtlänge (Kopf bis Schwanzspitze) im Mittel etwa 94 mm beträgt, die Unterarmlänge liegt bei etwa 37,7 mm. Das Haar ist lang und oberseits kastanienbraun gefärbt, teilweise sind die Haarspitzen heller und gelockt. Unterseits ist das Fell weiß bis grau-weiß gefärbt. Die Flügel sind dunkelbraun und wenig behaart. Die Ohren sind trichterförmig und etwa 14,2 mm lang, der lange, schmale Tragus läuft spitz zu. Der Rand der Schwanzflughaut ist behaart, wodurch man die Bunte Wollfledermaus sowie die Schwesterart Kleine Wollfledermaus (Kerovoula lanosa) eindeutig von anderen Fledermäusen in der Region unterscheiden kann.

## Verbreitung
Die Bunte Wollfledermaus ist in Ost- und im südlichen Afrika verbreitet. Nachweise der Art liegen aus der Demokratischen Republik Kongo, Kenia, Tansania, Sambia, Malawi und Mosambik vor. In Simbabwe ist die Art weit verbreitet, in Namibia und im nordöstlichen Südafrika gibt es ebenfalls Vorkommen. Möglicherweise ist die Bunte Wollfledermaus auch in Angola verbreitet.

## Lebensweise
Bunte Wollfledermäuse scheinen Waldfledermäuse zu sein, Nachweise gelangen vor allem in Wäldern wie Galeriewäldern oder in Baumsavannen wie dem Miombo. Tagsüber ruhen die Tiere frei hängend in kleinen Gruppen unter Blättern oder Dachkanten. Das wollige braune Fell scheint als Tarnung zu dienen, mehrere nebeneinander hängende Bunte Wollfledermäuse sehen ähnlich wie aus Schlamm gefertigte Nester verschiedener Wespenarten aus. Als Quartier werden zudem auch Nester von Webervögeln angenommen. Das sehr lange Haar kann zudem auch ein Hitzeschutz gegen die tagsüber heißen Temperaturen sein. Über die Nahrungszusammensetzung der Art ist nichts bekannt, vermutlich jagt sie nah an der Vegetation.

## Systematik
Es werden drei Unterarten unterschieden:
- Kerivoula argentata argentata (Tomes 1861)
- Kerivoula argentata zuluensis (Kirk 1865)
- Kerivoula argentata argentata (Roberts 1924)

## Gefährdung
Aufgrund des großen Verbreitungsgebiets wird die Art von der IUCN als nicht gefährdet („least concern“) eingestuft.